# Gaines Adams
Pour les articles homonymes, voir Adams.
(en) Statistiques sur pro-football-reference
Gaines Adams (né le 8 juin 1983 à Greenwood en Caroline du Sud et mort le 17 janvier 2010 dans la même ville) est un joueur américain de football américain qui évoluait au poste de defensive end.

## Biographie
Il a joué comme defensive end pour les Tigers de l'Université de Clemson durant sa carrière universitaire. Il réalise 51 plaquages et 12,5 sacks à sa dernière saison, en 2006, et est nommé joueur défensif de l'année au sein de la conférence ACC en plus d'être nommé dans l'équipe All-America qui regroupe les meilleurs joueurs universitaires du pays.
Il est sélectionné en 4e position lors de la draft 2007 de la NFL par les Buccaneers de Tampa Bay. Il signe ensuite un contrat de 6 ans pour 46 millions de dollars, dont 18,6 millions garantis, avec cette équipe.
Le 19 octobre 2009, il est échangé aux Bears de Chicago contre un choix de deuxième tour pour la draft de 2010.
Le 17 janvier 2010, Adams est transporté d'urgence à l'hôpital après que sa petite amie l'a retrouvé inerte chez lui à Greenwood. Il est déclaré mort à l'hôpital. Une autopsie révèle qu'il est mort d'un arrêt cardiaque dû à un cœur agrandi. Il était âgé de 26 ans.